# Деніз Фаєрабенд
Деніз Фаєрабенд (нім. Denise Feierabend) — швейцарська гірськолижниця, олімпійська чемпіонка. 
Золоту олімпійську медаль та звання олімпійської чемпіонки Фаєрабенд виборола на Пхьончханській олімпіаді 2018 року в командних змаганнях з паралельного слалому. 

## Зовнішні посилання
Досьє на сайті FIS [Архівовано 4 лютого 2017 у Wayback Machine.]

## Виноски
1. ↑  Mixed team results